# San Michele Arcangelo
La diaconie cardinalice de San Michele Arcangelo (Saint Michel Archange) est érigée par le pape Paul VI le 5 février 1965 Elle est rattachée à l'église San Michele Arcangelo a Pietralata qui se trouve dans le quartier de Pietralata au nord-est de Rome.

## Titulaires
| - Joseph Cardijn (1965-1967) - Javier Lozano Barragan (2003-2014,) - Michael Czerny (2019 - ) |